# Fiorano Modenese
Fiorano Modenese ist eine  Stadt mit 16.754 Einwohnern (Stand 31. Dezember 2023) in der Provinz Modena in der Emilia-Romagna.

## Geographie
Fiorano Modenese liegt 10 km südwestlich von Modena und ungefähr 50 km westlich Bologna. Die Nachbargemeinden sind Formigine, Maranello, Sassuolo und Serramazzoni. Zur Gemeinde gehören auch die Ortsteile (Fraktionen) Spezzano und Nirano.
Zum Gemeindegebiet gehört das Naturreservat Salse di Nirano.

## Wirtschaft
Der Ort und sein Umland sind weitgehend von der Keramikindustrie bestimmt.
In der Nähe liegt die Pista di Fiorano, die Teststrecke der Scuderia Ferrari sowie das Centro Sportivo Graziano Ferrari - Fiorano Modenese, in dem der Fußballverein AC Fiorano spielt.

## Sehenswürdigkeiten
Das Castello di Spezzano wurde im 11. Jahrhundert erbaut und 1225 erstmals urkundlich erwähnt. 1395 gelangt sie als Lehnsgut an die Familie der Pio aus Carpi. Diese bauten die Burg von einer Festungsanlage in ein politisches und administratives Zentrum um und errichteten den Palast der Pio, in dem sich ein aus 56 Fresken bestehender Zyklus „Vedute dei feudi dei Pio“ befindet, auf dem die Burgen, Städte und Landstriche im Besitz der Pio darstellt sind. Seit 1982 ist die Burg im Besitz der Kommune von Fiorano Modenese. Sie beherbergt heute ein Keramikmuseum.
Eine Festungsanlage in Fiorano Modenese wurde 1510 zerstört. An ihrer Stelle wurde 1634 beginnend die Wallfahrtskirche Santuario della beata Vergine del Castello errichtet, die erst 1889 fertiggestellt wurde. Sie enthält Fresken von Tommaso Costa.
Die Gemeindekirche von Fiorano Modenese stammt aus dem Jahr 1572.